# Маринополе (Люблінське воєводство)
Маринополе (пол. Marynopole) — село в Польщі, у гміні Госцерадув Красницького повіту Люблінського воєводства.
Населення — 166 осіб (2011).
У 1975-1998 роках село належало до Тарнобжезького воєводства.

## Демографія
Демографічна структура станом на 31 березня 2011 року:
|          | Загалом | Допрацездатний вік | Працездатний вік | Постпрацездатний вік |
| -------- | ------- | ------------------ | ---------------- | -------------------- |
| Чоловіки | 76      | 17                 | 49               | 10                   |
| Жінки    | 90      | 17                 | 45               | 28                   |
| Разом    | 166     | 34                 | 94               | 38                   |